# Kernkraftwerk Stade
Das Kernkraftwerk Stade (KKS) wurde von 1972 bis 2003 in Stadersand nahe der Schwingemündung an der Elbe betrieben. Es war das erste nach dem Atomausstieg stillgelegte Kernkraftwerk Deutschlands und befindet sich zurzeit im Rückbau (Phase 4: Abbau der restlichen kontaminierten Anlagenteile, Nachweis der Kontaminationsfreiheit, Entlassung der verbleibenden Strukturen aus der atomrechtlichen Überwachung). Das KKS liegt an der südlichen Uferseite der Unterelbe in der Gemarkung der Hansestadt Stade in Niedersachsen, etwa 30 km westlich von Hamburg und neben dem ebenfalls stillgelegten und bereits rückgebauten ölbetriebenen Kraftwerk Schilling. Es war mit einem leichtwassermoderierten Druckwasserreaktor ausgestattet.

## Geschichte
Im Juli 1967 beantragte die Nordwestdeutsche Kraftwerke AG die Errichtung und den Betrieb des Kernkraftwerks Stade. Im Oktober 1967 gab es die Auftragserteilung an die Siemens AG zur schlüsselfertigen Errichtung. Im November 1967 war  Baubeginn nach Erteilung der Genehmigung für Erdarbeiten. Im März 1968 kam es zur Gründung der Kernkraftwerk Stade GmbH. Im Juni 1971 fand die Durchführung der nichtnuklearen Inbetriebsetzung statt. Im Januar 1972 folgte die Genehmigung für die nukleare Inbetriebsetzung.
Das Kraftwerk wurde von Siemens, bzw. der Kraftwerk Union errichtet, der Bau kostete umgerechnet 150 Mio. Euro. Es nahm am 19. Mai 1972 den kommerziellen Leistungsbetrieb auf, nachdem die erste Kritikalität am 8. Januar 1972 erfolgt war. Von März 1972 bis zum Ende des Leistungsbetriebs am 14. November 2003 erzeugte das Kernkraftwerk eine elektrische Bruttoleistung von 662 MW bzw. 630 MW elektrische Nettoleistung aus 1892 MW thermischer Leistung.
Am Freitag, dem 14. November 2003 um 8.31 Uhr, wurde das Kernkraftwerk Stade offiziell stillgelegt. Der Betreiber E.ON gab wirtschaftliche Gründe für die Abschaltung an.
Bis zum 7. September 2005 lief das Kraftwerk im Nachbetrieb, danach im Restbetrieb.
Insgesamt 157 Brennelemente wurden im Kraftwerk verwendet, auch Brennelemente mit bis zu 4 % Uran-235 (seit dem 15. Dezember 1988).
Von 1984 bis zur Stilllegung wurde die benachbarte Saline über eine Dampfauskopplung mit Prozessdampf versorgt.

## Architektur
Das zugehörige Verwaltungsgebäude wurde vom Architekten Gustav Burmester 1971 fertiggestellt.

## Daten des Reaktorblocks
Das Kernkraftwerk Stade hatte einen Reaktorblock:
| Reaktorblock | Reaktortyp         | Siemens-Baulinie          | elektrische Nettoleistung | elektrische Bruttoleistung | thermische Reaktorleistung | Baubeginn    | Netzsyn- chronisation | Kommer- zieller Betrieb | Abschal- tung |
| ------------ | ------------------ | ------------------------- | ------------------------- | -------------------------- | -------------------------- | ------------ | --------------------- | ----------------------- | ------------- |
| Stade (KKS)  | Druckwasserreaktor | 1. Generation Siemens DWR | 640 MW                    | 672 MW                     | 1.900 MW                   | 1. Dez. 1967 | 29. Jan. 1972         | 19. Mai 1972            | 14. Nov. 2003 |

## Rückbau

### Vorgehensweise
Der Rückbau des Kraftwerks seit Oktober 2005 gliederte sich in 5 Phasen, die bis 2015 hätten abgeschlossen sein sollen; der Betreiber E.ON veranschlagte im März 2011 hierfür zunächst 500 Millionen Euro.
- Phase 1: Abbau von für den Restbetrieb der Anlage nicht mehr benötigten Anlagenteilen, Vorbereitung weiterer Rückbauschritte, Schaffung nötiger Infrastruktur
- Phase 2: Abbau der Großkomponenten im Reaktor-Sicherheitsbehälter, insbesondere die vier Dampferzeuger
- Phase 3: Abbau des Reaktordruckbehälters (mit Deckel), der Kerneinbauten, des Biologischen Schilds sowie anderer Systeme und Komponenten
- Phase 4: Abbau der restlichen kontaminierten Anlagenteile, Nachweis der Kontaminationsfreiheit, Entlassung der verbleibenden Strukturen aus der atomrechtlichen Überwachung
- Phase 5: Konventioneller Abbruch der Gebäude

Mit Stand März 2025 wird davon ausgegangen, dass der Rückbau bis Ende 2026 dauern wird. Die Rückbaukosten wurden (Stand 2020) auf eine Milliarde Euro beziffert.

### Ablauf
Am 27. April 2005 wurden die letzten Brennelemente aus dem Kernkraftwerk abtransportiert. Das Niedersächsische Umweltministerium hat ein Lager mit einer Kapazität von 4.000 Kubikmetern für schwach- und mittelradioaktive Abfälle auf dem Kraftwerksgelände bis maximal 2046 genehmigt.
Der Rückbau sollte Ende 2014 abgeschlossen sein, doch im selben Jahr waren neue Probleme aufgetaucht: Im Sockelbereich des Reaktorgebäudes wurde radioaktiv kontaminierte Kondensnässe nachgewiesen, die vermutlich aus Leckagen im Primärwasserkreislauf während des Betriebs stammten. Im Bodenbereich waren Werte von bis zu 164 Bq/g gemessen worden.
Das Umweltministerium in Hannover kündigte an, dass der Abbau womöglich drei oder vier Jahre länger dauern werde.
Im Dezember 2016 schätzt der Betreiber Preussenelektra, dass für den Rückbau rund eine Milliarde Euro aufgewendet werden müsse. Der Rückbau sollte bis 2023 dauern.
Aktuell (Stand April 2025) wird der konventionelle Abbruch parallel vorangetrieben und PreussenElektra gibt Ende 2026 als Ziel für den Abschluss des Rückbaus an.

### Konsequenzen für die Region
Mit der Stilllegung des Kernkraftwerks Stade wurde ebenfalls der Betrieb der benachbarten Saline eingestellt, die etwa 20 Jahre lang Dampf aus dem Kraftwerk bezogen hatte.
Zwischenzeitlich gab es Pläne, als Ersatz für das Kernkraftwerk ein Steinkohlekraftwerk mit etwa der gleichen Leistung zu errichten, für das das Land Niedersachsen aber noch den Seehafen Stade-Bützfleth um einen Kohleanleger erweitern müsste, an dem die jährlich 1,7 Mio. t Steinkohle abgefertigt werden können.

## Bilder

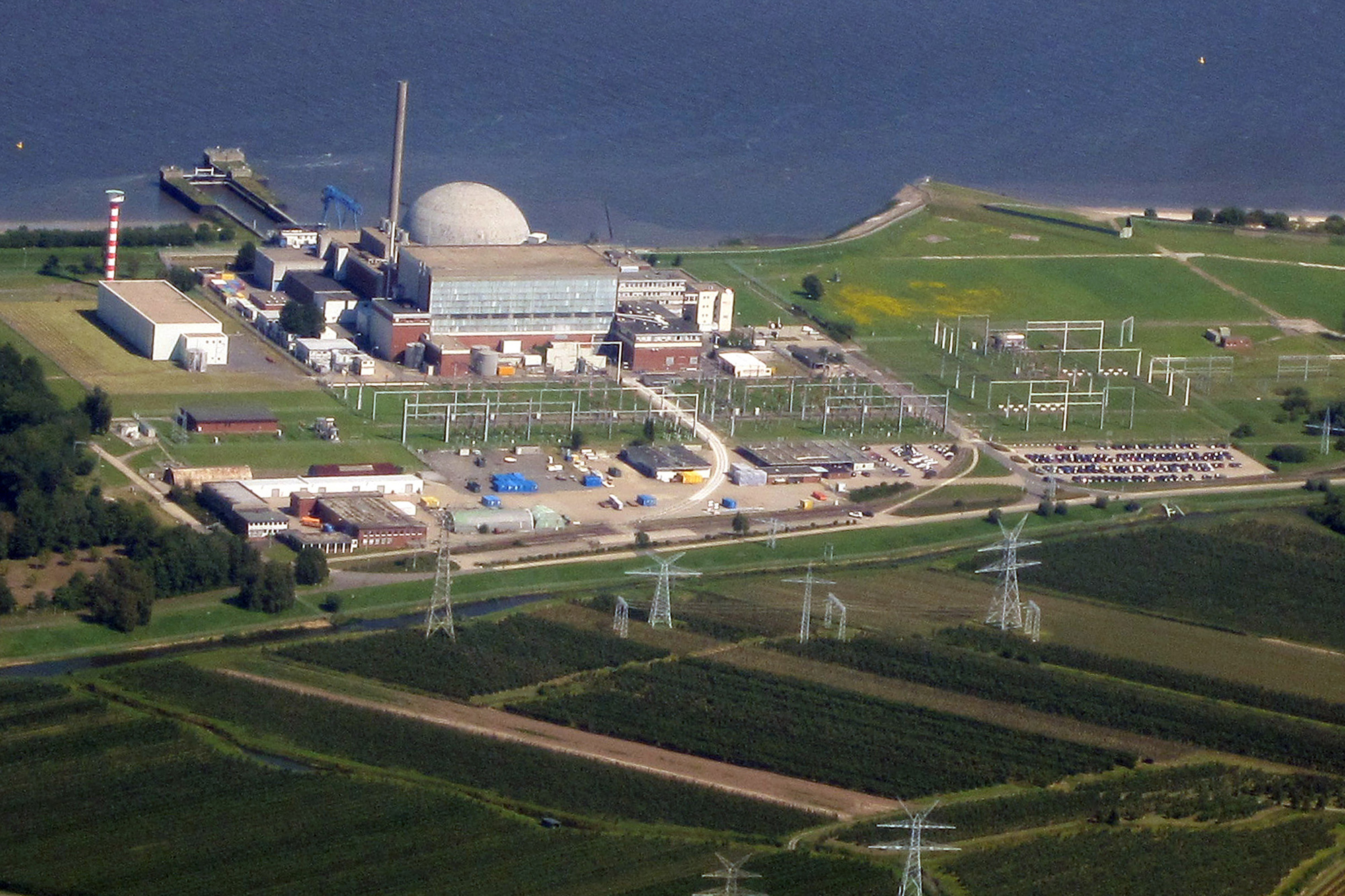
Luftaufnahme des KKS
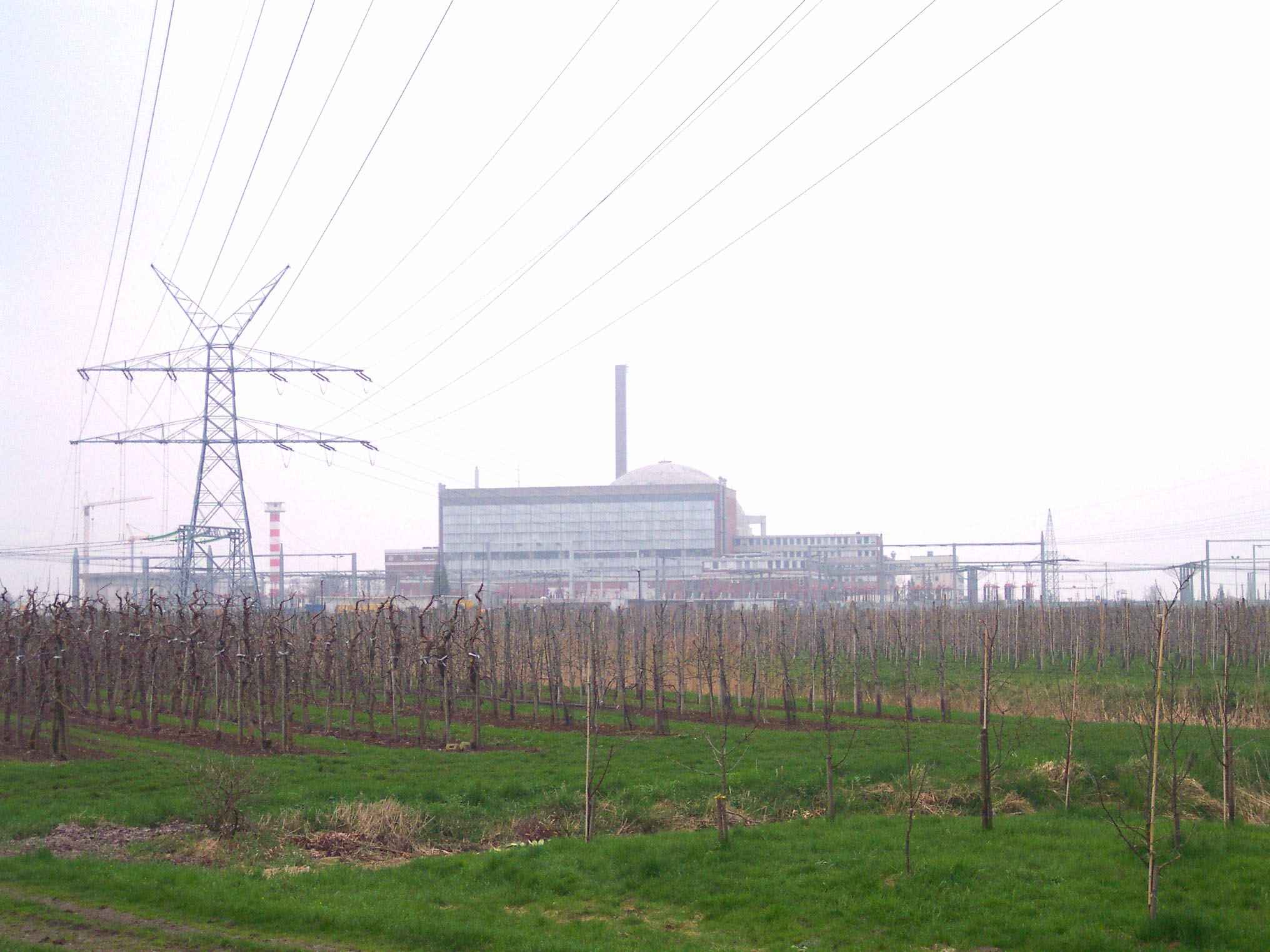
Nordwestansicht des KKS
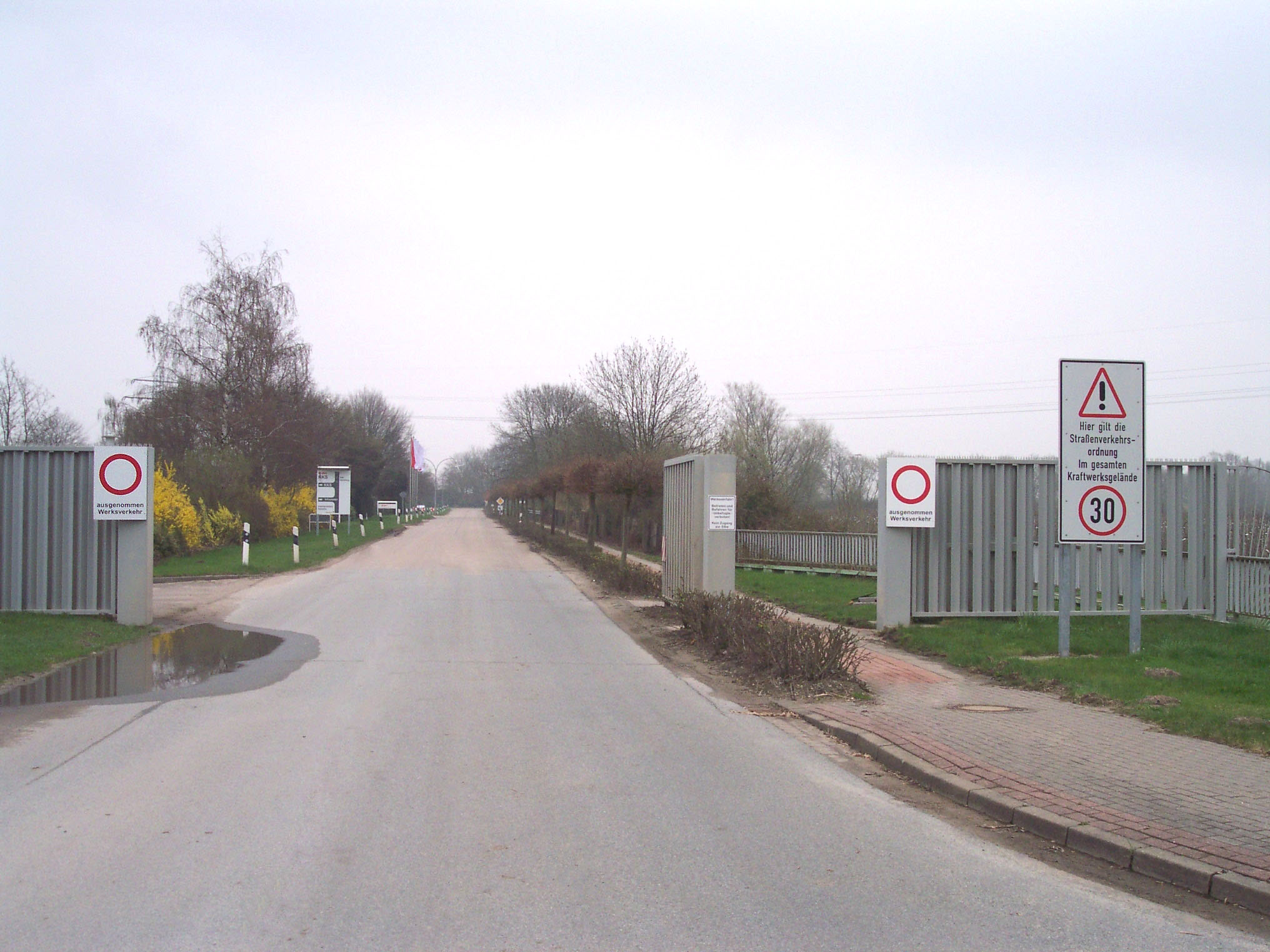
Die Einfahrt des KKS
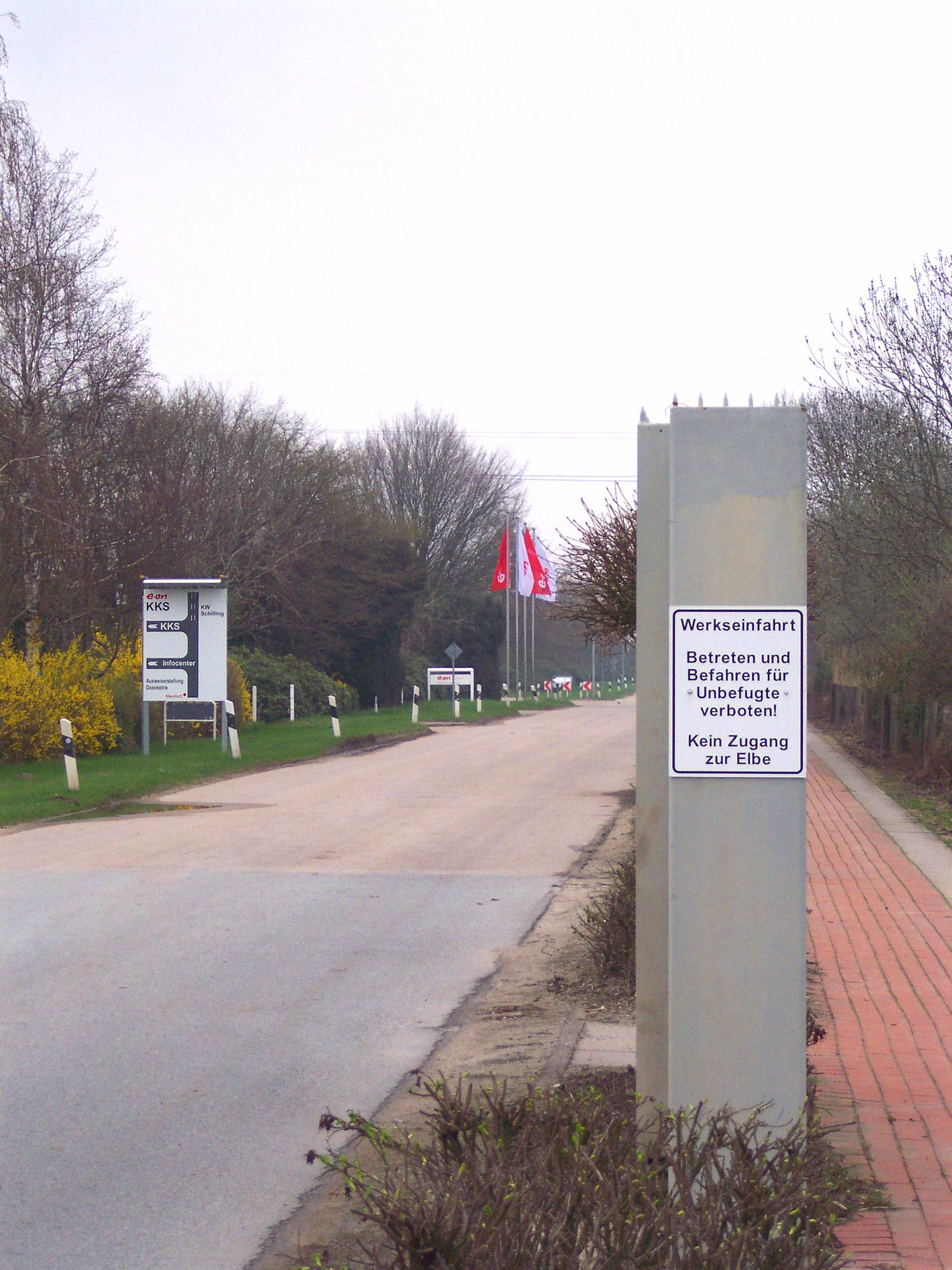
Betreten-Verboten-Schilder am Eingang des KKS
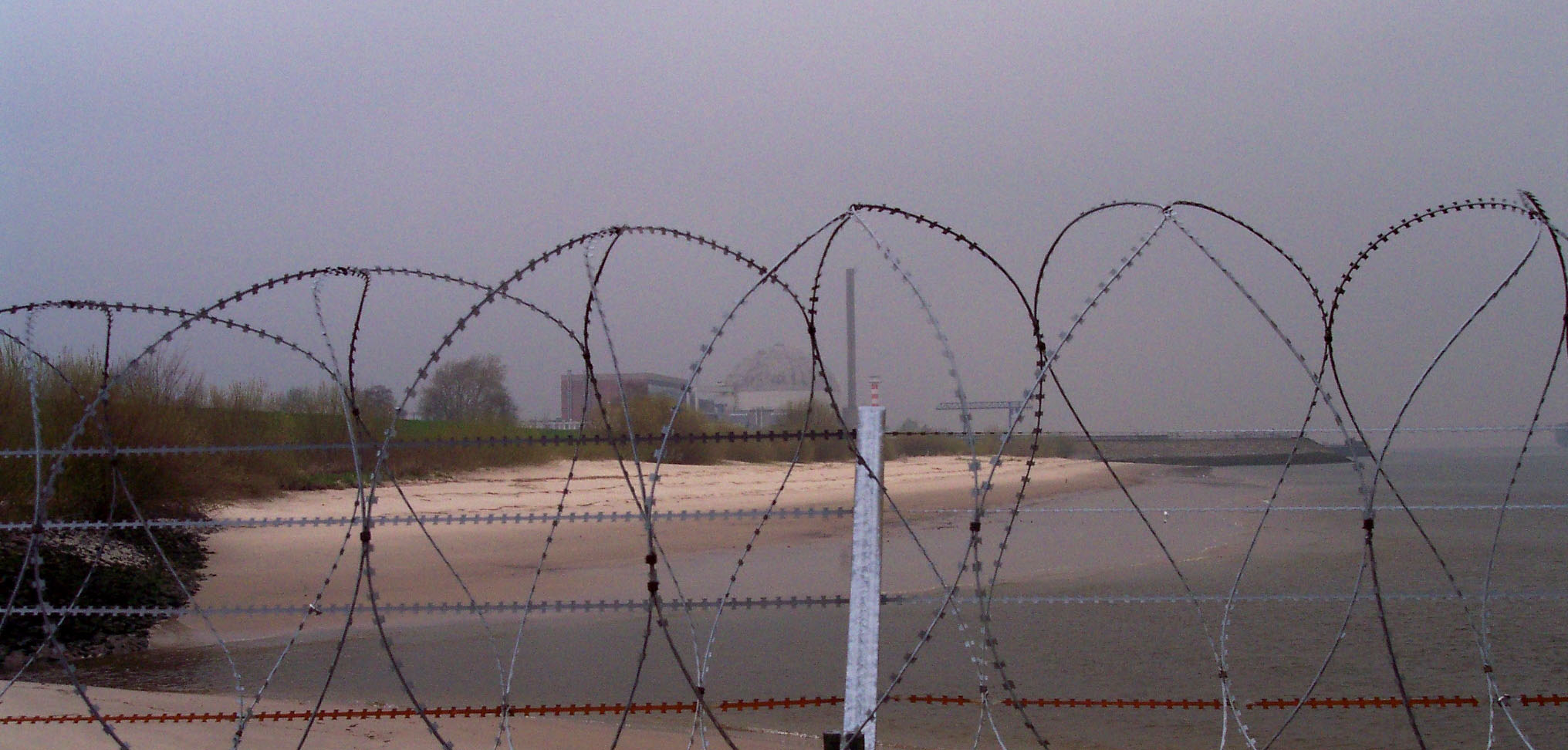
NATO-Draht-Umzäunung des KKS